# Spółdzielnia Mieszkaniowa Kopernik (Toruń)
Spółdzielnia Mieszkaniowa Kopernik – spółdzielnia mieszkaniowa w Toruniu, istniejąca od 1902 roku.

## Historia
Spółdzielnie założono w 1902 roku jako Stowarzyszenia urzędników dla budowy domów i mieszkań zarejestrowana Spółdzielnia z ograniczoną odpowiedzialnością w Toruniu. Walne zgromadzenie urzędników odbyło się 4 października w toruńskim Dworze Artusa. Uczestniczyło w nim 65 członków założycieli.
Pierwsze siedem budynków spółdzielnia oddała do użytku w latach 1905–1906. W okresie międzywojennym wybudowano tylko dwa bloki w Chełmży. Od 1945 roku działa pod nazwą Spółdzielnia Mieszkaniowa w Toruniu. Do lat 60. XX w. zajmowała się tylko administracją budynków, później zaczęła budować dalsze bloki. W 1973 roku spółdzielnia przyjęła obecną nazwę.

## Działalność
Spółdzielnia dzisiaj 173 budynkami na osiedlach: Bema, Chrobrego, Gagarina, Koniuchy, Kościuszki, Kozacka, Popiela, Rybaki, Świętopełka. Administruje ponad 8-ma tysiącami lokali, zamieszkałymi przez około 16 000 osób.
Do spółdzielni należą również lokale handlowe, biurowe oraz usługowe przeznaczone pod wynajem. W 2003 roku Spółdzielnia uruchomiła usługi zarządzania i administrowania nieruchomościami dla wspólnot mieszkaniowych.

## Nagrody i wyróżnienia
- 2009 – Medal „Za zasługi dla Miasta Torunia” na wstędze[6]